# Трапівка
Трапі́вка — село Лиманської сільської громади, Білгород-Дністровського району Одеської області, України. Населення становить 1068 осіб.

## Населення
Згідно з переписом УРСР 1989 року чисельність наявного населення села становила 1085 осіб, з яких 488 чоловіків та 597 жінок.
За переписом населення України 2001 року в селі мешкало 1057 осіб.

### Мова
Розподіл населення за рідною мовою за даними перепису 2001 року:
| Мова       | Відсоток |
| ---------- | -------- |
| українська | 92,51 %  |
| російська  | 4,21 %   |
| болгарська | 1,03 %   |
| циганська  | 1,03 %   |
| румунська  | 0,84 %   |
| інші       | 0,38 %   |

## Відомі мешканці

### Народились
- Видобора Володимир Деонисович — народний депутат України.

## Галерея

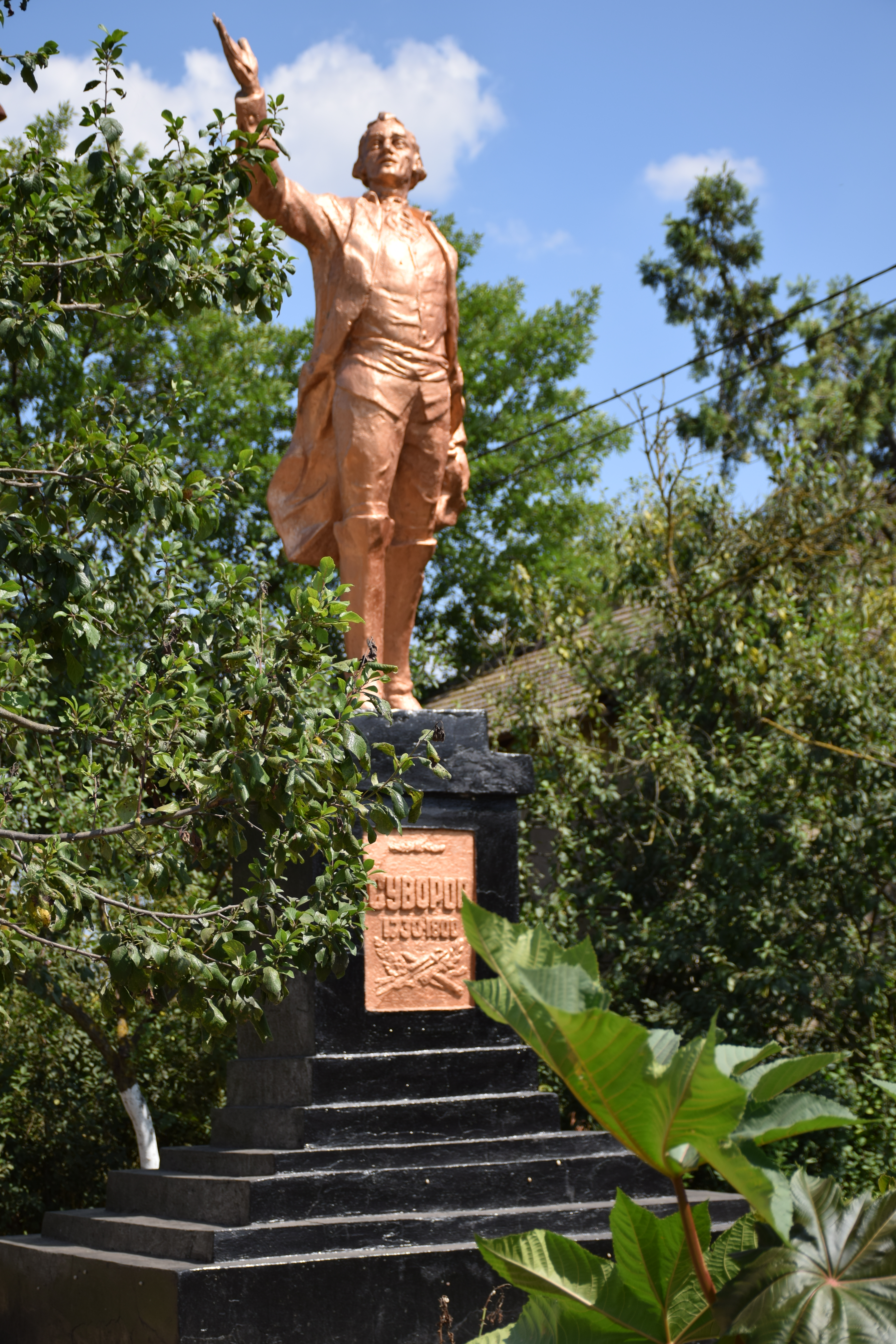
Пам’ятник Олександру Суворову (Демонтовано в наслідок дерусифікації)
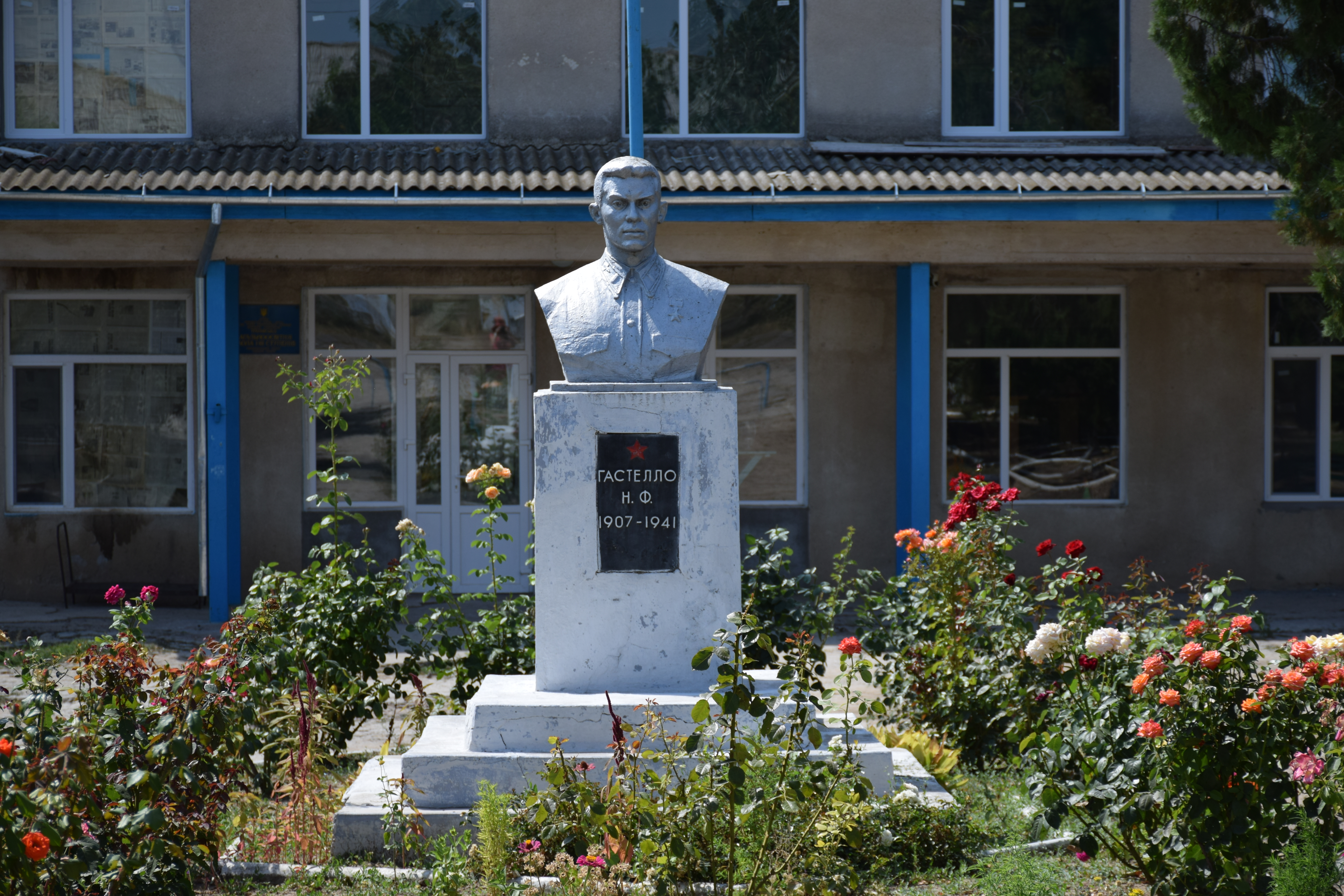
Пам’ятник Миколі Гастелло біля школи (демонтовано)